# Winchester (Indiana)
Winchester é uma cidade localizada no estado americano de Indiana, no Condado de Randolph.

## Demografia
Segundo o censo americano de 2000, a sua população era de 5037 habitantes.
Em 2006, foi estimada uma população de 4738, um decréscimo de 299 (-5.9%).

## Geografia
De acordo com o United States Census Bureau tem uma área de
8,0 km², dos quais 8,0 km² cobertos por terra e 0,0 km² cobertos por água. Winchester localiza-se a aproximadamente 321 m acima do nível do mar.

## Localidades na vizinhança
O diagrama seguinte representa as localidades num raio de 16 km ao redor de Winchester.